# Poręby (Dobra)
Poręby – część wsi Dobra w Polsce położona w województwie podkarpackim, w powiecie przeworskim, w gminie Sieniawa, w sołectwie Dobra
W latach 1975–1998 miejscowość położona była w województwie przemyskim.
Poręby obejmują 8 domów.